# Lonchosternus
Lonchosternus is een geslacht van kevers uit de familie van de loopkevers (Carabidae). De wetenschappelijke naam van het geslacht is voor het eerst geldig gepubliceerd in 1851 door LaFerte-Senectere.

## Soorten
Het geslacht Lonchosternus omvat de volgende soorten:
- Lonchosternus aethiopicus Lecordier, 1991
- Lonchosternus alluaudi Jeannel, 1949
- Lonchosternus alutaceus Lecordier, 1991
- Lonchosternus angolensis (Erichson, 1843)
- Lonchosternus contractus Lecordier & Girard, 1988
- Lonchosternus dubius Lecordier & Girard, 1988
- Lonchosternus girardi Lecordier, 1991
- Lonchosternus hispanicus Dejean, 1826
- Lonchosternus innominatus Lecordier & Girard, 1988
- Lonchosternus labrosus Lecordier, 1991
- Lonchosternus mauritanicus Lucas, 1846
- Lonchosternus mirei Lecordier & Girard, 1988
- Lonchosternus nitidus Jeannel, 1949
- Lonchosternus politus (Gory, 1833)
- Lonchosternus prolixus Lecordier & Girard, 1988
- Lonchosternus pseudangolensis Lecordier, 1991
- Lonchosternus robustus Lecordier & Girard, 1988
- Lonchosternus scrupulosus Lecordier & Girard, 1988
- Lonchosternus semistriatus (Dejean, 1831)
- Lonchosternus sublaevis (Reiche, 1849)
- Lonchosternus substriatus (Chaudoir, 1882)
- Lonchosternus thoracicus Lecordier, 1991
- Lonchosternus trapezicollis (Fairmaire, 1903)
- Lonchosternus valdestriatus Lecordier, 1991